# Coullia
Coullia är ett släkte av kräftdjur. Coullia ingår i familjen Laophontidae.
Kladogram enligt Catalogue of Life:
| Coullia | \| \| Coullia heteropus \| \| \| \| \| \| Coullia platychelipusoides \| \| \| \| |
|         | \| \| Coullia heteropus \| \| \| \| \| \| Coullia platychelipusoides \| \| \| \| |
|         | Coullia heteropus                                                                |
|         |                                                                                  |
|         | Coullia platychelipusoides                                                       |
|         |                                                                                  |